# Sonáta pro zrzku
Sonáta pro zrzku je československý film z roku 1980 režiséra Víta Olmera podle scénáře Vojtěcha Vacka. V titulní roli Petry se objevila Stanislava Coufalová, dětská hvězda československého filmu 70. a 80. let.

## Děj
Patnáctiletá Petra je talentovaná klavíristka, ale více ji baví fotbal. Je brankářkou v žákovském týmu a cvičení na klavír trochu odbývá, což nelibě nese jak její matka, tak hlavně učitel hudby Knipl, který si je dobře vědom Petřiných nadprůměrných schopností. Vše se změní, když se do města z Prahy přistěhuje nový spolužák Pavel. Petře neunikne, že je to trochu frajírek, ale i tak se do něj zamiluje. Začne se věnovat cvičení na klavír s mnohem větším úsilím, protože doufá, že se jí podaří upoutat chlapcovu pozornost.
Učitel Knipl má z náhlého zmoudření své talentované žákyně velkou radost a navrhne jí, že by mohla nastudovat relativně obtížnou skladbu Svatební den na Troldhaugenu od norského skladatele Edvarda Griega a poté ji předvést na besídce na konci školního roku. Petra souhlasí, avšak má z technicky náročného kusu oprávněné obavy. Vše je komplikováno tím, že musí cvičit tajně, protože doufá, že všechny svou dokonalou hrou překvapí. 
Cvičení je ovšem náročné i časově, takže Petra je nucena poněkud zanedbávat fotbalové zápasy a i schůzky pionýrského oddílu. Víkendového výletu s tímto oddílem se zúčastní hlavně proto, že je jako host pozván i Pavel. Když ten podvodem vyhraje družinový závod a navíc se ukáže, že Petra rozhodně není jedinou dívkou, které pohledný chlapec věnuje svou pozornost, začíná se její zamilovanost zvolna vytrácet. S údivem sleduje, že mnohahodinové denní cvičení už není obětí, kterou přináší pro svou lásku, ale že ji hudba skutečně naplňuje.
Termín vystoupení se neúprosně blíží, Petra si uvědomuje, že její úspěch je důležitý nejen pro ni, ale i pro Knipla, byl by totiž vyvrcholením jeho pedagogické kariéry. Shodou okolností byl na den vystoupení přeložen důležitý pohárový zápas v Kostolanech. Petra se nejprve odmítá zápasu zúčastnit, ale spoluhráči ji nakonec přesvědčí a dokonce slíbí pozápasový odvoz na motorce, takže by besídku měla bez problémů stihnout. Zápas ale začne později a i odvoz na motorce se ukázal jako planý slib. Petra ví, že pokud se nemá besídka konat bez ní, musí se spolehnout sama na sebe. Běží co ji síly stačí a nakonec si stopne motocyklistu. Ten je velmi nerudný a nechce ji vzít, ale Petra je tak neoblomná, že se jí nedokáže zbavit. Jede však zcela jinam, takže Petře nezbývá než seskočit za jízdy. Probouzí se až v nemocnici se zlomenou nohou. Ví, že své dlouho očekávané vystoupení zmeškala. Má špatné svědomí hlavně před Kniplem, ale ten ji vše odpustil se slovy: „Nehrála jsi teď, budeš hrát jindy. Třeba u přijímacích zkoušek na konzervatoř...“

## Herecké obsazení
| Stanislava Coufalová | Petra               |
| Laďka Kozderková     | Petřina matka       |
| Božek Tomíček        | Petřin otec         |
| Lubor Tokoš          | Knipl, učitel hudby |
| Vladimír Vondra      | Pavel               |
| Michal Dvořák        | Petr                |
| Matěj Forman         | Honza               |
| Antonín Navrátil     | Tom                 |
| Antonín Panenka      | sám sebe            |